# The Desperate Mind
The Desperate Mind es una banda de rock checa formada en la ciudad de Blansko en 2011 por Martin J. Polák, Filip Buršík, Lucas Shishowski y Winc Janeček.
Ganaron seguidores con su álbum debut Amassed Sickness (2015), ganando posteriormente popularidad con el EP False Flag en 2016. En 2024 lanzaron su tercer álbum, titulado Scars.

## Historia
En 2011, Martin J. Polák y Tomáš Ondra fundaron una banda llamada Green Talent inspirada en Green Day y Billy Talent.
Luego habían cambiado su nombre a These Days y bajo el nombre de Dangers! comenzaron a tocar su propio material en shows locales.
En febrero de 2013, grabaron una demo con dos canciones que luego fueron regrabadas para su álbum debut.

### The Desperate Mind ySymptoms of the IgnitionEP (2014–15)
Hacia finales de 2013 y principios de 2014, la banda (bajo el nombre de Dangers!) comenzó a escribir canciones para su EP debut.
En junio de 2014, interpretaron nuevas canciones en un festival benéfico en su ciudad natal y cambiaron su nombre a The Desperate Mind.
Posteriormente, planificaron una gira que se lanzó en septiembre de 2014 y grabaron su EP debut en octubre de 2014, que constaba de tres canciones.
La banda pasó el resto del año de gira.

### Breve pausa yAmassed Sickness(2015)
Después de una pausa para graduarse de la escuela secundaria, The Desperate Mind regresó con un concierto en Praga en agosto de 2015.
Lanzaron su álbum debut, "Amassed Sickness", en septiembre, recibiendo críticas positivas.
La banda también tuvo cambios de miembros y realizó shows en apoyo al álbum hasta mediados de 2016, incluyendo presentaciones en Austria y Alemania.

### EP y girade False Flag, sencillo y gira "The Great Delusion" (2016-2019)
En febrero de 2016, la banda The Desperate Mind anunció que estaban trabajando en un nuevo material con un sonido más punk rock duro melódico influenciado por bandas como NOFX y Anti-Flag.
En el verano de 2016, lanzaron un nuevo EP llamado False Flag con letras centradas en temas políticos y sociales y realizaron su primera gira europea en enero de 2017. 
La banda finalizó la gira en octubre de 2017 y comenzó a trabajar en nuevo material para su segundo álbum de estudio en enero de 2018. 
En febrero de 2018 se anunció una nueva gira llamada "The Great Delusion 2018" que comenzaría el 3 de marzo en Brno con Booze & Glory y Death on Arrival.
El sencillo "The Great Delusion" se lanzó en agosto de 2018 y se filmó un video musical en octubre, lanzado en diciembre.
La gira continuó en 2019, con conciertos en la República Checa, Alemania y Eslovaquia, desde enero hasta noviembre.

### All Walls Will Fall(2020-2023)
Desperate Mind anunció su segundo álbum All Walls Will Fall en abril de 2019.
La banda colaboró con Douglas Dean en el diseño y lanzó el álbum en febrero de 2020.
La gira 2020 se pospuso debido a la pandemia, pero se reanudó en junio de 2020.
La banda planeo continuar la gira en Europa una vez que se levantaran las restricciones por COVID-19, y estarían trabajando en nuevo material para un próximo álbum conceptual de post-hardcore y hardcore melódico.

### Scars(2024-presente)
La banda anunció su tercer álbum "Scars" que fue lanzado el 31 de mayo de 2024.

## Miembros de la banda
Miembros Actuales
Martin J. Polák - voz, guitarra rítmica (2011-presente)
Filip Buršík - guitarra eléctrica, voz (2018-presente)
Lucas Shishowski - bajo (2024-presente)
Winc Janeček - batería, voz (2014-presente)
Miembros Pasados

## Discografía
Álbumes de estudio
- Amassed Sickness (2015)
- Amassed Sickness - Record Store Day Edition (2016)
- All Walls Will Fall (2020)
- Scars (2024)

EP
- Symptoms of the Ignition (2014)
- False Flag (2016)

Individual
- "Andy's Diary (2017 Re-Recorded Version)" (2017)
- "The Great Delusion" (2018)

Población
- Described in the Shadows/Drop Dead (2013, Unreleased)

Apariciones en compilaciones
- Ox Compilation #131 (Various Punk/HC/Ska Artists)  - The Syringe (2017)

## enlaces externos
- Página oficial de Facebook
- Página de bandcamp

- Datos: Q48697938